# Saint-Fabien
Saint-Fabien es un municipio parroquial canadiense situado en la provincia de Quebec.

## Superficie
Saint-Fabien tiene una superficie de 119,92 km².

## Demografía
En 2021, tenía 1834 habitantes, una densidad poblacional de 15,3 hab./km², y 1171 viviendas.